# Antología del grupo poético de 1927
La Antología del grupo poético de 1927 es un libro editado por Vicente Gaos y actualizado por Carlos Sahagún que compila textos de los poetas de la Generación del 27 y estudia los aportes de éstos a la poesía española.

## Estructura del contenido de la obra
La antología se compone de una «Introducción» seguida de una muestra de la obra poética de los poetas del 27. En dicha «Introducción» se estudia la generación como conjunto y se expone la bibliografía general. La muestra de la poesía de cada poeta está precedida una nota bio-bibliográfica que brinda un acceso individualizado a cada autor.

## Poetas incluidos en la antología
- Pedro Salinas
- Jorge Guillén
- Gerardo Diego
- Federico García Lorca
- Rafael Alberti
- Juan José Domenchina
- Dámaso Alonso
- Vicente Aleixandre
- Luis Cernuda
- Emilio Prados
- Manuel Altolaguirre

Tales escritores fueron conocidos con otras denominaciones que no tuvieron igual suerte: Generación de la dictadura, Generación de la Revista de Occidente, Generación del 25 y Nietos del 98.